# Cryptosula pallasiana
Cryptosula pallasiana är en mossdjursart som först beskrevs av Karl von Moll 1803.  Cryptosula pallasiana ingår i släktet Cryptosula och familjen Cryptosulidae. Arten är reproducerande i Sverige. Inga underarter finns listade i Catalogue of Life.